# اليونانيون في سوريا

سوريا

بدأ الوجود اليوناني في سوريا في القرن السابع قبل الميلاد وأصبح أكثر بروزًا خلال الفترة الهلنستية وعندما تمركزت هناك الإمبراطورية السلوقية. واليوم، هناك جالية يونانية من حوالي 4500 في سوريا، معظمهم يحملون الجنسية السورية ويعيشون بصفة رئيسية في حلب (المركز التجاري والمالي الرئيسي في البلاد) وبانياس وطرطوس ودمشق العاصمة.

## التاريخ

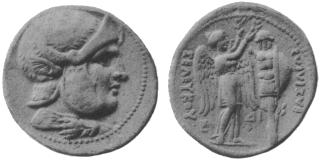
عملة فضية من سلوقس. نقش يوناني يقرأ ΒΑΣΙΛΕΩΣ ΣΕΛΕΥΚΟΥ (الملك سلوقس)

يشهد الوجود اليوناني منذ البداية، وفي الواقع، اسم سوريا نفسه مشتق من كلمة يونانية.

### العصر الحديدي
مزيد من المعلومات: انهيار العصر البرونزي المتأخر

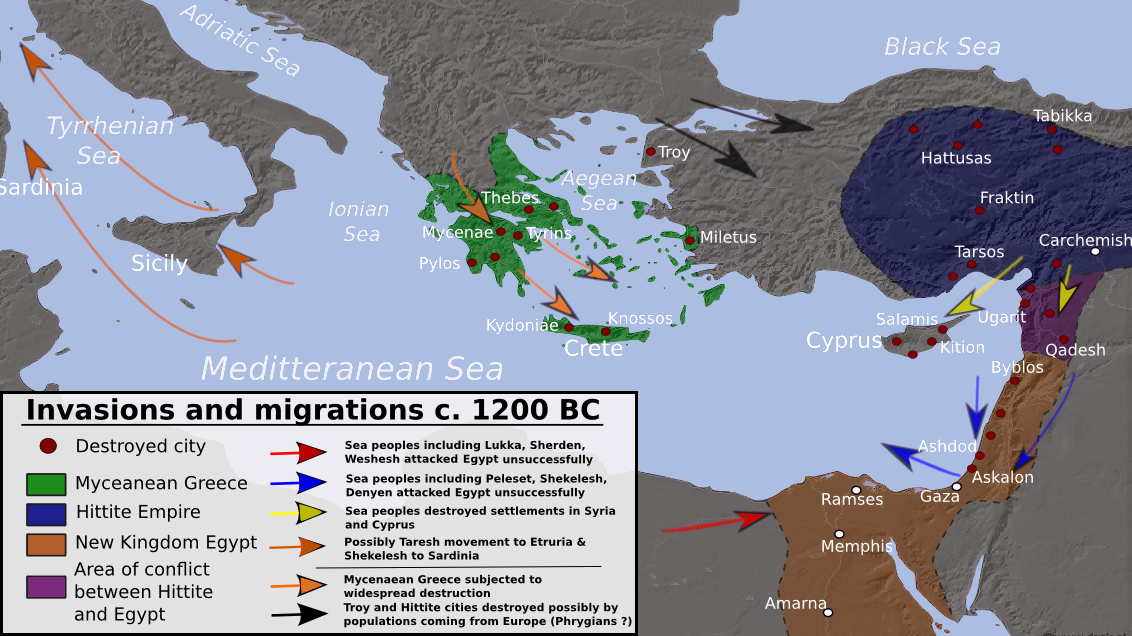
الاجتياحات والتحركات السكانية والدمار أثناء انهيار العصر البرونزي، حوالي العام 1200 قبل الميلاد

كانت بلاد الشام القديمة تحت سيطرة عدد من الشعوب السامية الناطقة بالسامية؛ الكنعانيين والأموريين والآشوريين، بالإضافة إلى القوى الهندو أوروبية؛ اللويان والميتان والحثيون. ومع ذلك، أثناء انهيار العصر البرونزي المتأخر، تعرضت المناطق الساحلية للهجوم من مجموعة من تسع قبائل تعمل في الملاحة البحرية تُعرف باسم شعوب البحر. يعتقد المؤرخون أن الفترة الانتقالية كانت فترة عنيفة ومفاجئة ومضطربة ثقافيًا. خلال هذه الفترة، شهد شرق البحر الأبيض المتوسط سقوط الممالك الميسينية، والإمبراطورية الحثية في الأناضول وسوريا،  والمملكة المصرية الجديدة في سوريا وكنعان.
من بين شعوب البحر كان أول من هاجروا من العرق اليوناني إلى بلاد الشام. يُعتقد أن ثلاث قبائل على الأقل من قبائل شعوب البحر التسعة كانت من أصل يوناني؛ دينين وEkwesh وبيليست، مع أن بعضها يشمل أيضًا تجكر. ووفقًا للعلماء، سُمح لبيليست بالاستيطان في الشريط الساحلي من غزة إلى يافا ليصبحوا فلسطينيين. بينما استقر الدنيون من جوبا إلى عكا والتجكير في عكا. شهد الفراغ السياسي، الذي نتج عن انهيار الإمبراطورية الحثية والمصرية، صعود الدول السورية الحثية، والحضارات الفلستينية والفينيقية، وفي النهاية الإمبراطورية الآشورية الحديثة.
كانت الميناء مستعمرة تجارية يونانية.

### العصر الهلنستي
مزيد من المعلومات: حروب الإسكندر الأكبر، الإمبراطورية السلوقية، سوريا الجوفاء

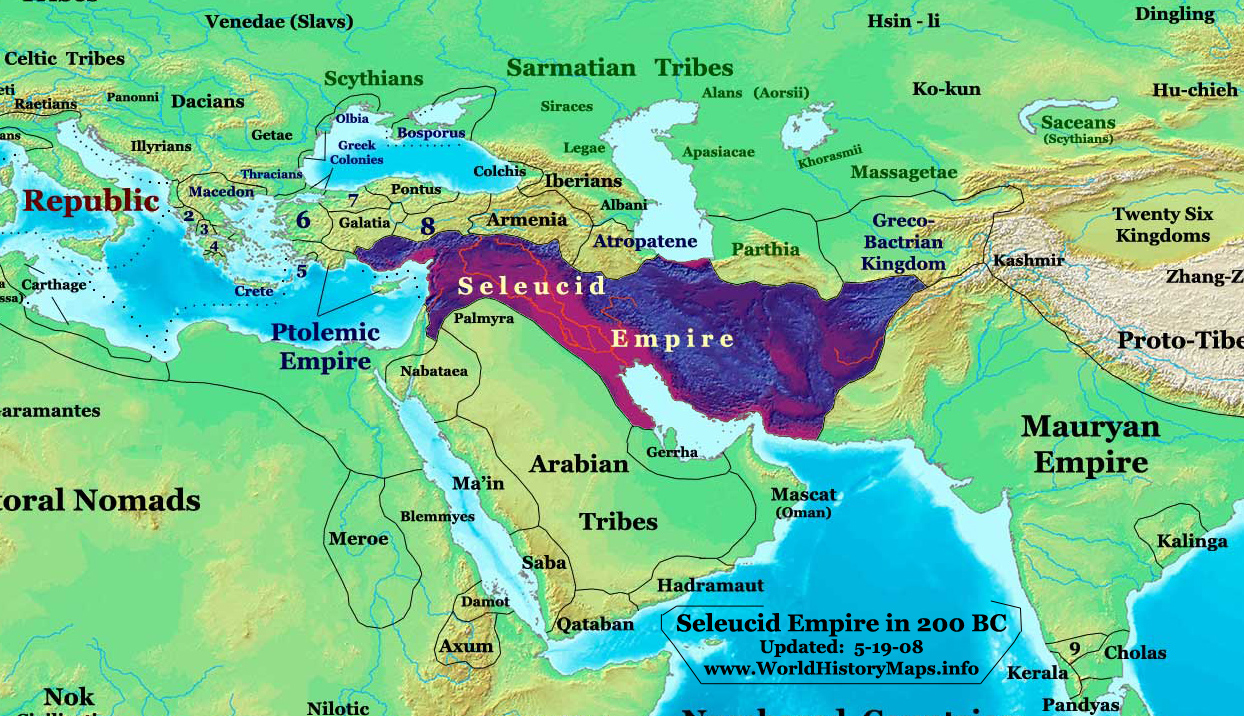
الإمبراطورية السلوقية عام 200 قبل الميلاد (قبل التوسع في الأناضول واليونان)

يبدأ تاريخ اليونانيين في سوريا تقليديًا بغزو الإسكندر الأكبر للإمبراطورية الفارسية. وعقب وفاة الإسكندر، تم تقسيم إمبراطوريته إلى عدة دول، وبالتالي كان هذا إيذانًا ببداية العصر الهلنستي. وبالنسبة لبلاد الشام وبلاد ما بين النهرين، كان ذلك يعني الخضوع لسيطرة سلوقس الأول نيكاتور والإمبراطورية السلوقية. تميزت الفترة الهلنستية بموجة جديدة من الاستعمار اليوناني. جاء المستعمرون الإثنيون اليونانيون من جميع أنحاء العالم اليوناني، وليس، كما في السابق، من «المدينة الأم» المحددة. كانت المراكز الرئيسية لهذا التوسع الثقافي الجديد للهيلينية في بلاد الشام هي مدن مثل أنطاكية والمدن الأخرى في التترابوليس السلوقي. أدى مزيج المتحدثين اليونانيين إلى ولادة لهجة مشتركة قائمة على العلية، تُعرف باسم اليونانية العامية المختلطة، والتي أصبحت لغة مشتركة في جميع أنحاء العالم الهيليني.

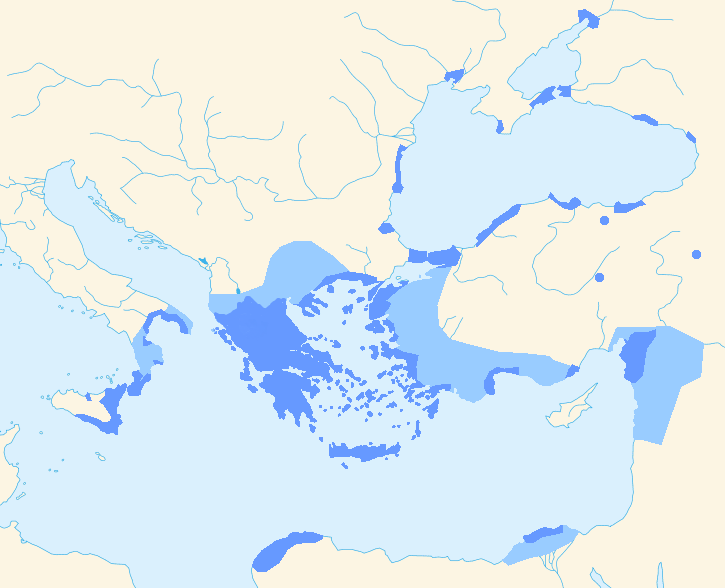
الأزرق الداكن: المناطق التي ربما كان المتحدثون اليونانيون يشكلون الأغلبية فيها. أزرق فاتح: المناطق التي تهيلنت.

كانت الإمبراطورية السلوقية إمبراطوريةً رئيسيةً للثقافة الهلنستية التي حافظت على تفوق العادات اليونانية التي هيمنت فيها النخبة السياسية اليونانية، في المناطق الحضرية التي تأسست حديثًا. تم تعزيز السكان اليونانيين في المدن الذين شكلوا النخبة المهيمنة بالهجرة من اليونان. كان إنشاء مدن يونانية جديدة مدعومًا بحقيقة أن البر الرئيسي اليوناني كان مكتظًا بالسكان، وبالتالي جعل الإمبراطورية السلوقية الشاسعة جاهزة للاستعمار. وبصرف النظر عن هذه المدن، كان هناك أيضًا عدد كبير من الحاميات السلوقية (choria) والمستعمرات العسكرية (katoikias) والقرى اليونانية (komai) التي زرعها السلوقيون في جميع أنحاء الإمبراطورية لترسيخ حكمهم.

### العصر الروماني
ازدهرت الهلينية المشرقية تحت الحكم الروماني في عدة مناطق، مثل ديكابولس. وجد الأنطاكيون في شمال بلاد الشام أنفسهم تحت الحكم الروماني عندما تم ضم سلوقيا في النهاية إلى الجمهورية الرومانية في 64 قبل الميلاد، من قبل بومبي في الحرب الميثريداتية الثالثة. بينما تم استيعاب سكان جنوب الشام تدريجيًا في الدولة الرومانية. وأخيرًا، وفي عام 135 بعد الميلاد، وبعد ثورة بار كوخبا، تم دمج الشمال والجنوب في مقاطعة سوريا فلسطين، التي كانت موجودة حتى حوالي 390 م. خلال فترة وجودها، كان سكان سوريا الفلسطينية في الشمال يتألفون من مجموعة من السكان المشركين من الفينيقيين والآراميين واليهود الذين شكلوا الأغلبية، بالإضافة إلى ما تبقى من المستعمرين اليونانيين، والمجتمعات العربية وللأيطوريين، ثم الغساسنة لاحقًا. وفي الشرق، كان الآراميون والآشوريون يشكلون الأغلبية. وفي الجنوب، كان السامريون والأنباط والرومان اليونانيون يشكلون الأغلبية قرب نهاية القرن الثاني.

### العصر البيزنطي

العلم الذي تستخدمه الكنيسة اليونانية الأرثوذكسية

خلال العصور الوسطى، حدد الإغريق البيزنطيون أنفسهم باسم Romaioi أو Romioi (اليونانية:Ῥωμαῖοι ، Ρωμιοί، تعني «الرومان») و Graikoi (Γραικοῖ، تعني «اليونانيين»). ولغويًا، تحدثوا باليونانية البيزنطية أو اليونانية في العصور الوسطى، والمعروفة باسم «روماك»  والتي تقع بين الهلينستية (اليونانية العامية المختلطة) والمراحل الحديثة للغة. اعتبر البيزنطيون أنفسهم من نسل اليونان الكلاسيكية، الورثة السياسيين للإمبراطورية روما، وأتباع الرسل. وهكذا، كان إحساسهم «بالرومانية» مختلفًا عن معاصريهم في الغرب. «روماك» هو اسم اللغة اليونانية المبتذلة، على عكس «الهيلينية» التي كانت شكلها الأدبي أو العقائدي.
كانت الهيمنة البيزنطية في بلاد الشام والمعروفة باسم أبرشية الشرق واحدة من المناطق التجارية والزراعية والدينية والفكرية الرئيسية للإمبراطورية، وموقعها الاستراتيجي المواجه للإمبراطورية الساسانية وقبائل الصحراء الجامحة جعل لها أهمية عسكرية استثنائية. خضعت كامل مساحة الأبرشية السابقة للاحتلال الساساني بين الأعوام 609 و628، لكن الإمبراطور هرقل استعادها حتى خسرها للعرب بشكل لا رجعة فيه بعد معركة اليرموك وسقوط أنطاكية.

### الفتح العربي
مزيد من المعلومات: الفتح الإسلامي للشام، الحروب العربية البيزنطية
حدث الفتح العربي لبلاد الشام في النصف الأول من القرن السابع، ويشير إلى فتح بلاد الشام، التي أصبحت فيما بعد تعرف باسم ولاية بلاد الشام الإسلامية. وعشية الفتوحات العربية الإسلامية، كان البيزنطيون لا يزالون في طور إعادة بناء سلطتهم في بلاد الشام، التي فُقدت منذ ما يقرب من عشرين عامًا. وفي وقت الفتح العربي الإسلامي، كانت بلاد الشام مأهولةً بشكل رئيسي من قبل المسيحيين المحليين الناطقين باللغة الآرامية، والعرب الغسانيين والأنباط، وكذلك اليونانيين، والأقليات غير المسيحية من اليهود والسامريين والإطوريين. لم يصبح سكان المنطقة في الغالب مسلمين وعرب في الهوية حتى ما يقرب من ألف عام بعد الفتح.

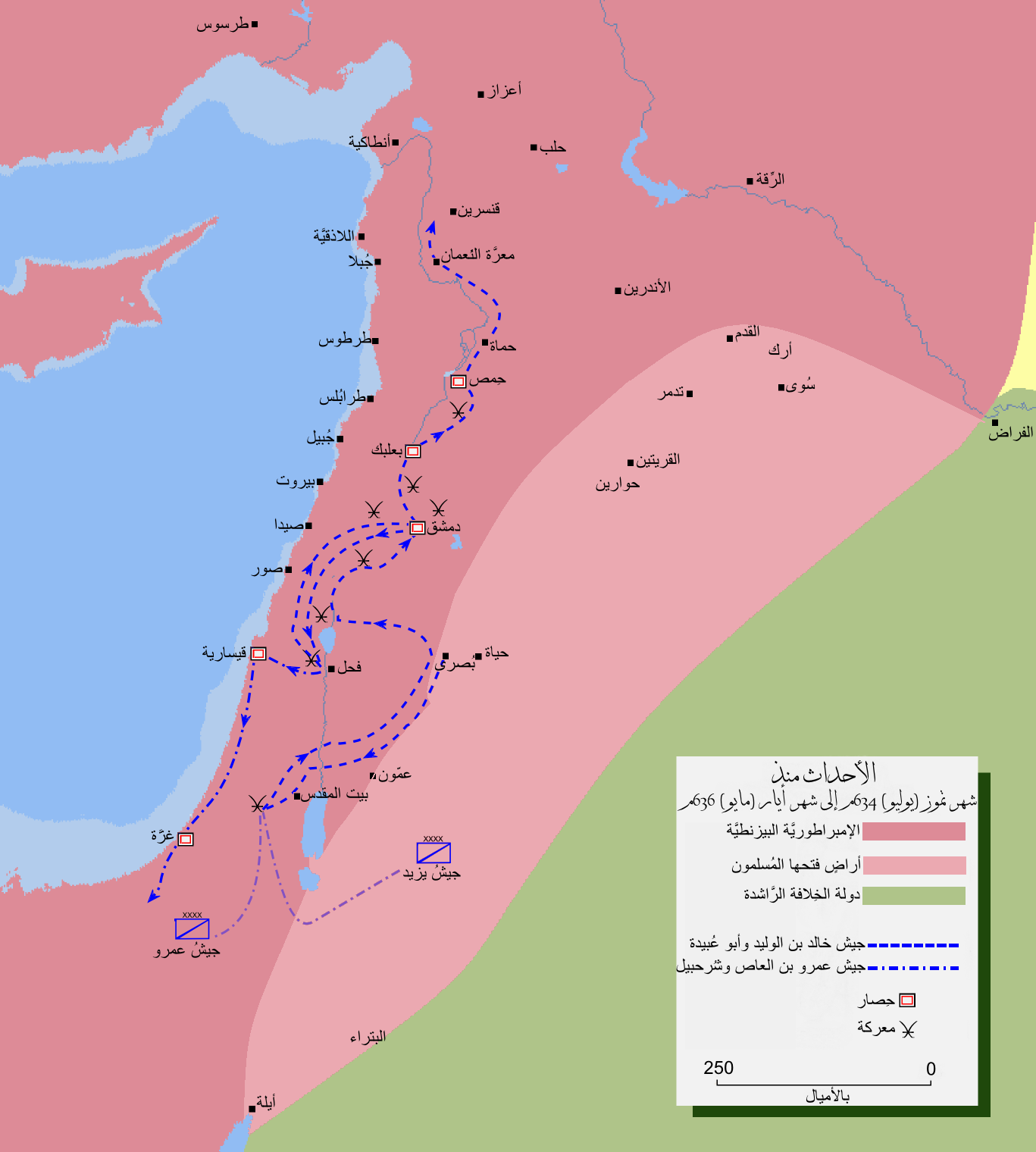
خريطة توضح بالتفصيل مسار الفتح الإسلامي لوسط سوريا

هاجم الجيش العربي الإسلامي القدس، التي سيطر عليها البيزنطيون، في نوفمبر عام 636. استمر الحصار لمدة أربعة أشهر. وفي النهاية، وافق بطريرك القدس الأرثوذكسي، صفرونيوس، على تسليم القدس إلى الخليفة عمر شخصيًا. وافق عمر، الذي كان وقتها في المدينة المنورة، على هذه الشروط وسافر إلى القدس لتوقيع الاستسلام في ربيع عام 637. تفاوض صفرونيوس أيضًا على اتفاق مع الخليفة عمر، يُعرف باسم العهدة العمرية أو ميثاق عمر، يسمح بالحرية الدينية للمسيحيين مقابل الجزية، وهي ضريبة تُدفع لغير المسلمين الذين تم فتحهم، ويطلق عليهم «أهل الذمة». وفي حين أن غالبية سكان القدس خلال فترة الفتح العربي كانوا من المسيحيين، فقد كان غالبية سكان فلسطين حوالي 300,000 إلى 400,000 نسمة، ما زالوا يهودًا. عقب ذلك، حدثت عملية التعريب الثقافي والأسلمة، التي جمعت بين الهجرة إلى فلسطين واعتماد اللغة العربية وتحويل جزء من السكان المحليين إلى الإسلام.

### الفترة العثمانية
تاريخيًا، اعتبر أتباع الكنيسة اليونانية الأرثوذكسية والكنيسة اليونانية الكاثوليكية الملكية بغض النظر عن العرق جزءًا من الروم ميليت (إي الملة رومية)، أو «الأمة الرومانية» من قبل السلطات العثمانية.
وفقًا لدراسة إثنوغرافية نادرة نشرها المؤرخ الفرنسي والإثنوغرافي ألكسندر سينفيت في عام 1878، فقد كان هناك 160,000 يوناني يعيشون في جميع أنحاء سوريا ولبنان وفلسطين.

#### حرب الاستقلال اليونانية
بمجرد أن بدأت الثورة اليونانية، تم استهداف الروم (أتباع تقاليد الكنيسة اليونانية) في جميع أنحاء الإمبراطورية بالاضطهاد، ولم تفلت سوريا من الغضب العثماني. خوفًا من أن تساعد بلاد الشام في الثورة اليونانية، أصدر الباب العالي أمرًا بنزع سلاحهم. وفي القدس، أجبرت السلطات العثمانية السكان المسيحيين في المدينة، الذين قُدر أنهم يشكلون حوالي 20% من إجمالي المدينة (مع كون الغالبية منهم روم)، على التخلي عن أسلحتهم وارتداء الملابس السوداء والمساعدة في تحسين تحصينات المدينة. تعرضت الأماكن المقدسة لدى الروم الأرثوذكس، مثل دير سيدة البلمند، الواقع جنوب مدينة طرابلس في لبنان، لأعمال تخريب وانتقامية، مما أجبر الرهبان في الواقع على هجرها حتى عام 1830. لم يكن بطريرك الروم الأرثوذكس آمنًا حتى، حيث تم تلقي الأوامر بقتله، بعد إعدام البطريركية المسكونية في القسطنطينية، لكن المسؤولين المحليين فشلوا في التنفيذ. 
[بحاجة لمصدر]

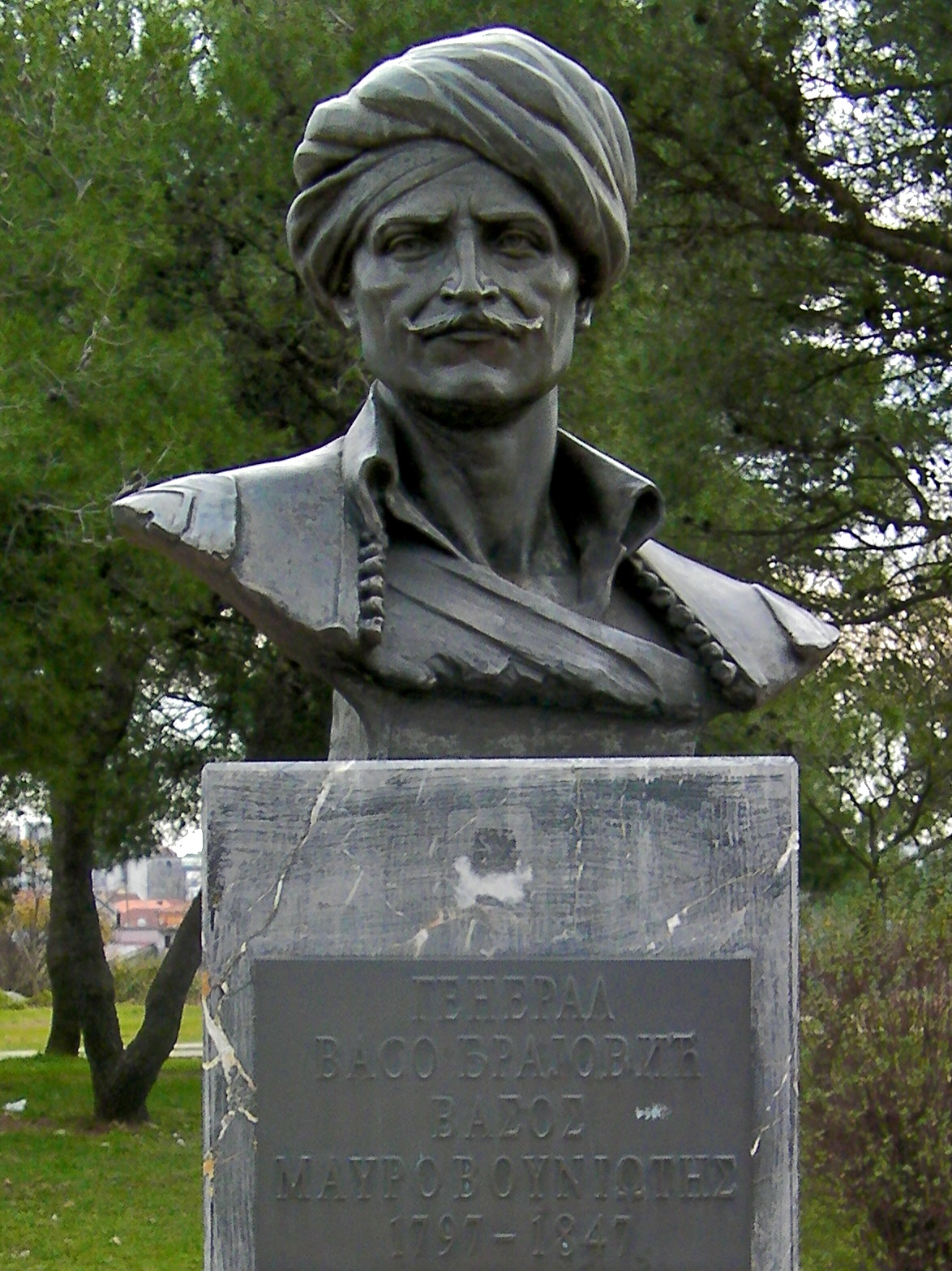
نصب تذكاري لفاسوس مافروفونيوتيس في بودغوريتسا

في 18 مارس 1826، حاول أسطول مكون من حوالي 15 سفينة يونانية بقيادة فاسوس مافروفونيوتيس نشر الثورة اليونانية في بلاد الشام العثمانية. ووفقًا للقنصل البريطاني آنذاك جون باركر، المتمركز في حلب، وفي مذكرة إلى السفير البريطاني ستراتفورد كانينج، في القسطنطينية. نزل الثوار اليونانيون في بيروت، ولكن تم إحباطهم من قبل مفتي محلي وقوة دفاع تم ترتيبها على عجل. ومع صدهم في البداية، تمكن اليونانيين من التمسك بجزء صغير من المدينة بالقرب من شاطئ البحر في منطقة يسكنها الروم المحليون حيث ناشدوا الروم «أن ينهضوا وينضموا إليهم»، وحتى أرسلوا دعوة إلى زعيم الدروز المحليين للانضمام إلى الثورة. وبعد أيام قليلة وفي 23 مارس 1826، أرسل الحاكم الإقليمي عبد الله باشا مُلازمه وما يقرب من 500 من القوات غير النظامية الألبانية للانتقام من الانتفاضة الفاشلة.

#### مجزرة حلب (1850)
في 17-18 أكتوبر 1850، هاجم بعض مثيري الشغب من المسلمين الأحياءَ المسيحية في حلب. وعقب ذلك، أظهرت السجلات العثمانية أن 688 منزلًا و36 متجرًا و6 كنائس قد تضررت، بما في ذلك بطريركية الروم الكاثوليك ومكتبتها. أدت الأحداث إلى هجرة مئات المسيحيين بشكل أساسي إلى بيروت وإزمير.

#### مجزرة دمشق عام 1860
في 10 يوليو 1860، قُتل القديس يوسف الدمشقي و11،000 مسيحي أنطاكي من الروم الأرثوذكس والكاثوليك عندما دمر لصوص من الدروز جزءًا من مدينة دمشق القديمة. لجأ الروم إلى كنائس وأديرة باب توما («بوابة القديس توما»). كانت المذبحة جزءً من الحرب الأهلية في جبل لبنان عام 1860، والتي بدأت على شكل تمرد ماروني في جبل لبنان، وبلغت ذروتها في مجزرة دمشق.

### الحرب العالمية الأولى والإبادة الجماعية اليونانية العثمانية
خلال الحرب العالمية الأولى، استهدفت السلطات العثمانية الاتحادية الروم، بجانب اليونانيين العثمانيين، فيما يعرف الآن تاريخيًا بالإبادة الجماعية اليونانية. ونتيجة لذلك، أُبيدت بالكامل ثلاث أبرشيات أنطاكية للروم الأرثوذكس؛ حاضرة طرسوس وأضنة، وحاضرة أميدا، ومتروبوليس ثيودوسيوبوليس. هؤلاء الأنطاكيون الذين يعيشون خارج الانتداب الفرنسي على سوريا ولبنان خضعوا للتبادل القسري للسكان عام 1923، والذي أنهى الإبادة الجماعية اليونانية العثمانية. إحدى المدن اليونانية الحديثة، والتي تتكون من ناجين أنطاكيين من التبادل السكاني هي نيا سيلفكيا[بحاجة لمصدر] وهي موجودة في إبيروس. كان مؤسسو نيا سيلفكيا اللاجئين من سليقية في كيليكيا.

## الوضع الحالي
كانت دمشق موطنًا لجالية يونانية منظمة منذ عام 1913، ولكن هناك أيضًا أعداد كبيرة من المسلمين اليونانيين في الأصل من جزيرة كريت العثمانية الذين عاشوا في عدة مدن وقرى ساحلية في سوريا ولبنان منذ أواخر العهد العثماني. لقد أعاد السلطان عبد الحميد الثاني توطينهم هناك في أعقاب الحرب التركية اليونانية في الأعوام 1897 و1898، التي خسرت فيها الدولة العثمانية جزيرة كريت لصالح مملكة اليونان. إن القرية المسلمة الكريتية الأكثر شهرة في سوريا والتي لا تزال غير مكتملة الدراسة هي قرية الحميدية، والتي لا يزال العديد من سكانها يتحدثون اليونانية كلغة أولى. وهناك بالطبع، عدد كبير من السكان اليونانيين السوريين في حلب بالإضافة إلى مجتمعات أصغر في اللاذقية وطرطوس وحمص.
كما هو الحال مع معظم الأقليات العرقية الأخرى في سوريا، يتحدث معظم المسيحيين الأرثوذكس اليونانيين السوريين اللغة العربية فقط إلى جانب لغة أجنبية يتم تدريسها في المدرسة مثل الفرنسية أو الإنجليزية. ومع ذلك، فإن المعرفة العملية أو الأولية للغة ليونانية، تكون للأغراض الليتورجية، وكذلك بين الأفراد الأكبر سنًا، وخاصة الجيل الأول والثاني، منتشرةُ نسبيًا. أيضًا، دمشق لديها مدرسة خاصة باللغة اليونانية للمجتمع، تتم صيانتها من خلال زيارة مدربين من اليونان.

## المسلمون اليونانيون في سوريا
بالإضافة إلى السكان المسيحيين الأرثوذكس اليونانيين، هناك أيضًا حوالي 8000 مسلم يتحدث اليونانية من أصل كريتي بالحميدية في سوريا و7000 شخص من أصل يوناني مسلم في طرابلس اللبنانية. يشكل المسلمون اليونانيون غالبية سكان الحميدية. بحلول عام 1988، أبلغ العديد من المسلمين اليونانيين من كل من لبنان وسوريا عن تعرضهم للتمييز من قبل السفارة اليونانية بسبب انتمائهم الديني. تم النظر إلى أفراد المجتمع بلامبالاة وكذلك بعدائية وقد رفض منحهم التأشيرات والفرص لتحسين اليونانية من خلال الرحلات إلى اليونان.
بسبب الحرب الأهلية السورية، لجأ العديد من المسلمين اليونانيين إلى قبرص المجاورة، بل ذهب بعضهم إلى موطنهم الأصلي في جزيرة كريت، ومع ذلك لا يزالون يعتبرون أجانب.